# 秸秆
秸稈，古稱“藳”（音義均同“稿”）也称秸子，是指水稻、小麥、玉米等禾本科農作物成熟脫粒後剩餘的莖葉部分。水稻的秸稈常稱為：稻草、稻稈、稻藁、俗稱“禾稈草”，小麥的秸稈則稱為：麥稈、麦秸。

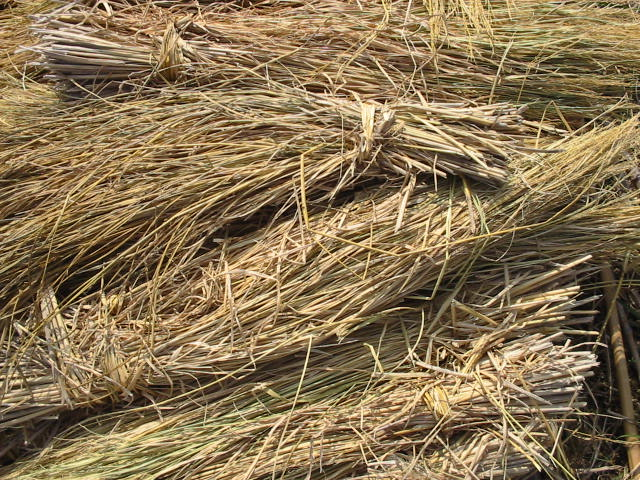
水稻秸稈

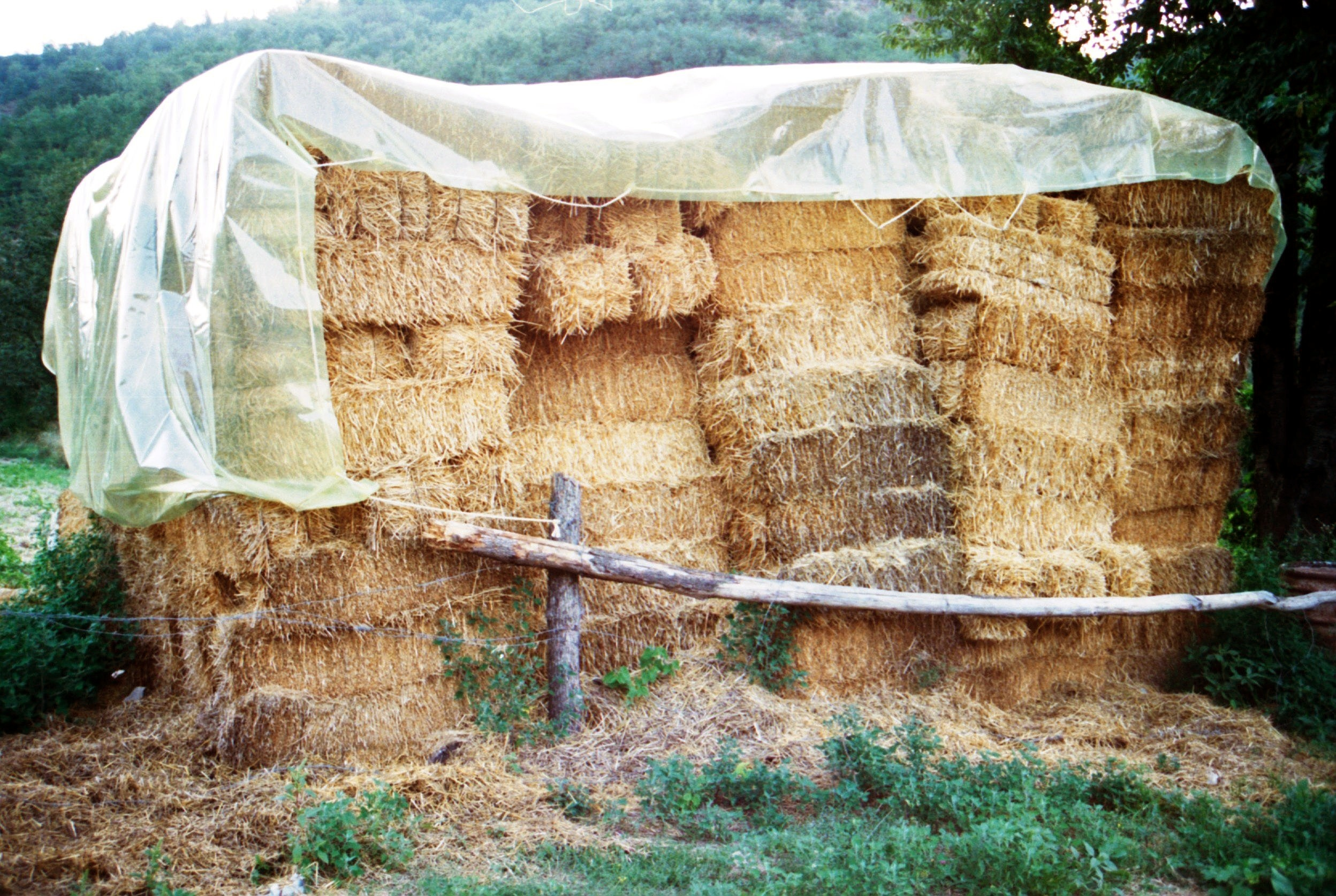
防水布下遮擋一堆“小方形”秸稈包

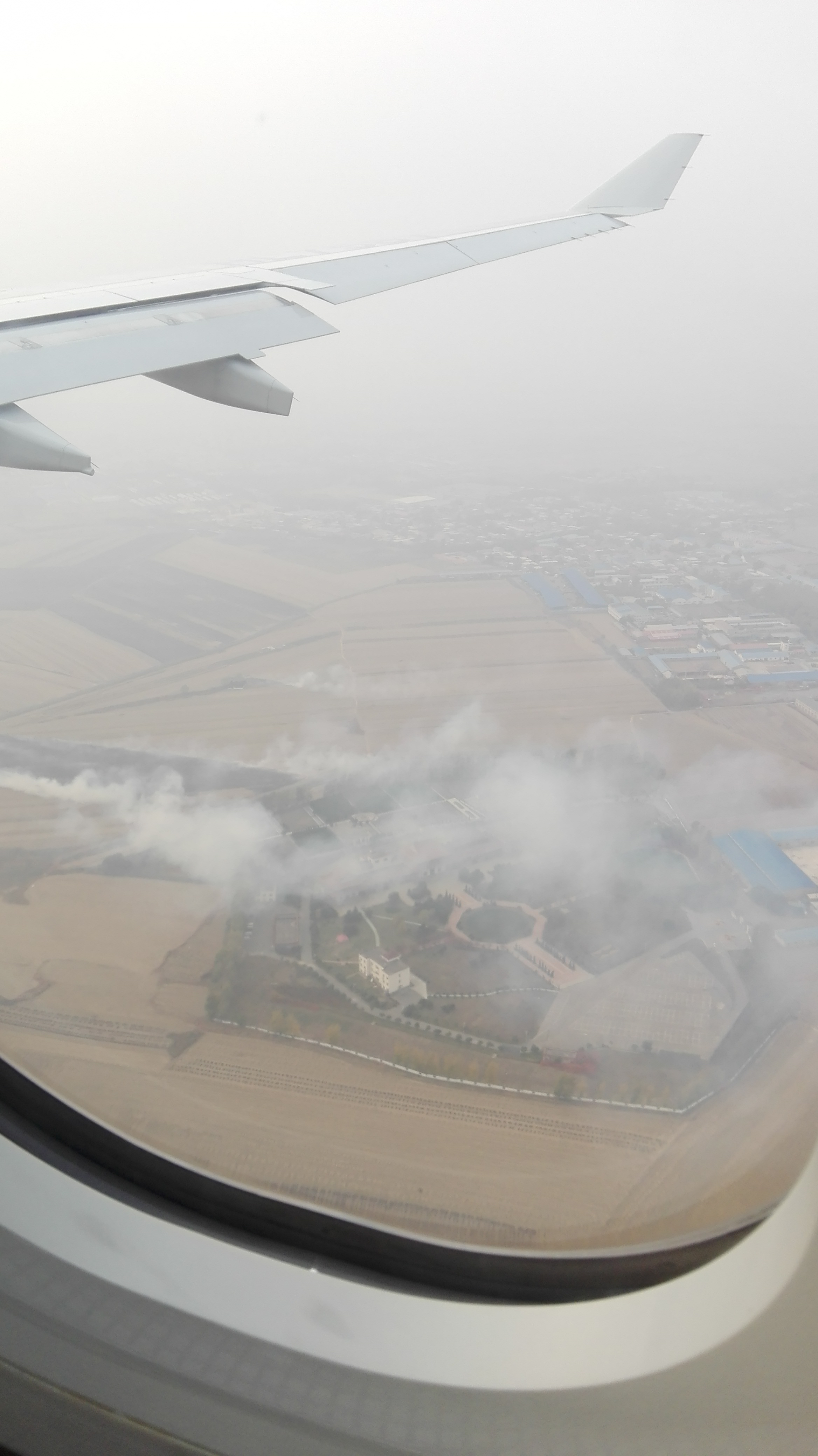
焚烧秸秆产生大量浓烟

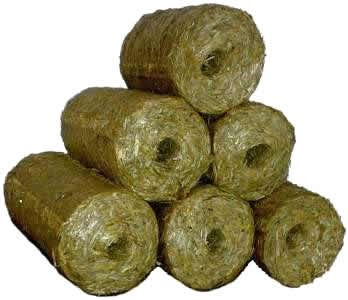
秸稈或乾草块生物燃料替代煤

广义上，秸秆也用于称呼他科作物收割后的茎秆，例如：大麻科的麻秸、豆科的豆秸。

## 概述
在工業化以前，農民對秸稈的利用五花八門，非常豐富。比如在中國南方，人們將稻稈曬乾儲藏，可用作柴火，編織座墊、床墊、掃帚等家用品，鋪墊牲圈、喂養牲畜，燒作草木灰或直接漚肥還田，甚至用於製作簡易房屋的屋頂等，很少被直接浪費掉。
中国大陆近二十年来随着生活水平的提高、家用电器与天然气的普及，使农民对柴草的需求大量减少。并且因为秸秆处理成本较高，使得大量秸秆的处理成了一个严重的社会问题。虽然法律禁止，但很多地方的农民仍然为了处理秸秆、防止农作物减产和利用焚烧产生的草木灰为肥料等原因仍然直接在田地里焚烧秸秆，造成空气污染、火灾、飞机无法正常起降和交通事故等后果。为此，环保部会每天发布环境卫星秸秆焚烧遥感监测日报来反应各地秸秆焚烧情况。
燃燒稻草造成污染的問題也在臺灣發生，總是引發民怨，環保署指出，在收割時立即就地掩埋稻草不但沒有空氣污染，也是更好的施肥方式。另一方面，由於現代科技的發展，人們對秸稈的價值也有了更深入的認識。經研究，作物秸稈中含有多種可被利用的有效成分，除了佔絕大部分的碳之外，還含有鉀、硅、氮、鈣、鎂、磷等元素及纖維素、半纖維素、木質素、蛋白質、氨基酸等有機質成分。目前，秸稈的開發和利用已成為世界農業科技發展的重點，新發明的秸稈再利用方式遠比以前更多，例如製做飼料、沼氣、秸稈氣化、秸稈發電、制纖維板、造紙、培養食用菌等，秸稈已成為一種重要的可再生生物能源。怎樣將這些技術充分轉化，有效利用富餘的秸稈，是目前各國農業研究中一個重要的課題。

## 秸稈的再利用方式

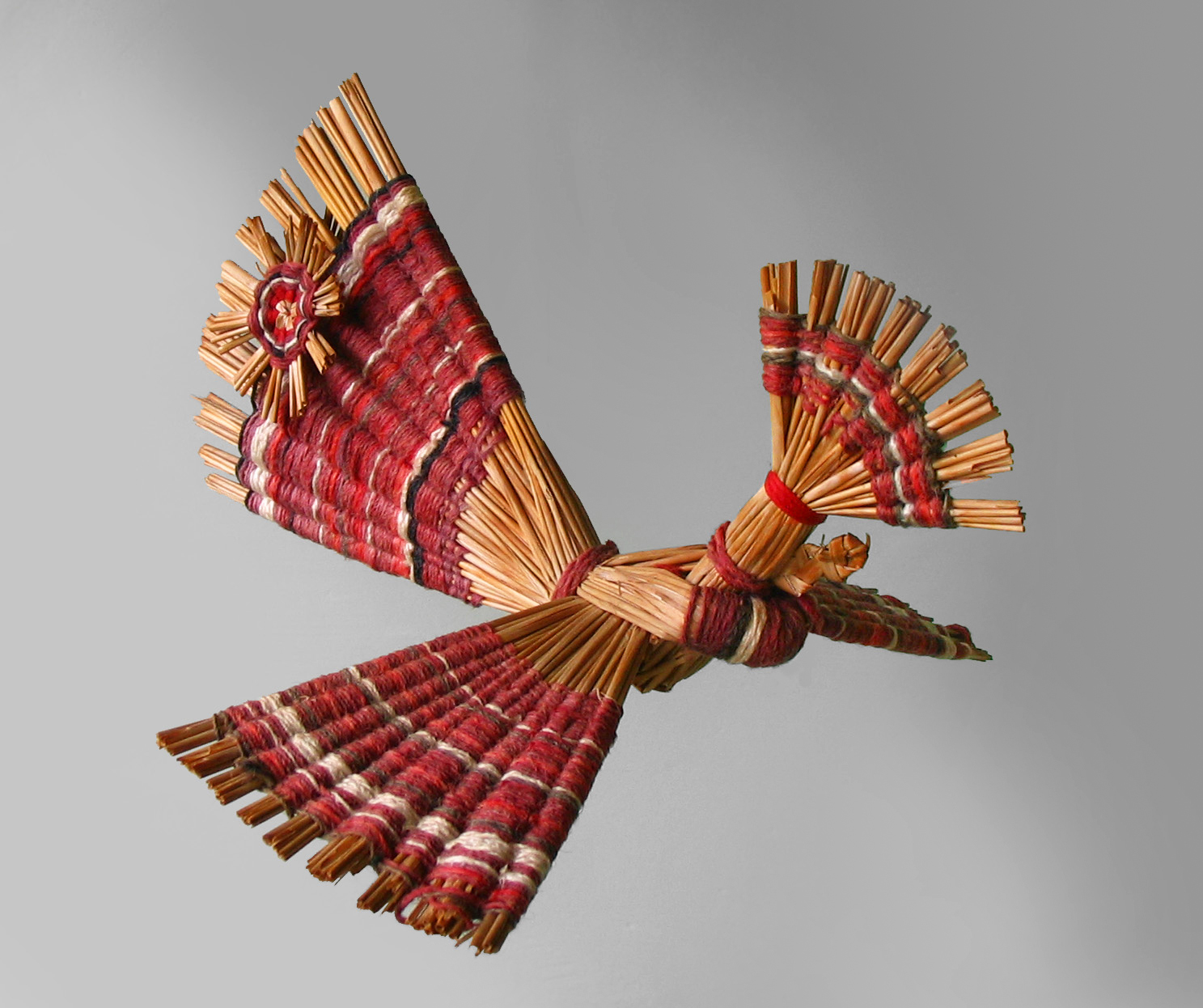
秸稈製作的工藝鳥

- 編織日用品和工藝品

用秸稈編輯工藝品是一種傳統的利用方式，人們很早就用秸稈來編輯墊子、帽子、麻绳等用傳統材料製作的工藝品在各地都廣受歡迎。
- 還田

秸稈還田傳統上最主要的利用方式之一，可提高土壤肥力，為植物生長創造良好的環境，促進了生態的良性循環。
- 製作飼料

秸稈含有豐富的營養，利用秸稈製作飼料，既補充了粗飼料供給，又可通過家畜過腹還田，綜合效率很高。用秸稈製作飼料的方式主要有：氨化處理飼料、青貯飼料、秸稈制生物蛋白飼料。
- 秸稈發電

丹麥是世界上首先使用秸稈發電的國家，使用秸稈發電的阿維多發電廠是全球效率最高、最環保的熱電聯供電廠之一。
- 提煉酒精

近年來，美國、日本等發達國家政府和企業都在加大對利用秸稈乙醇等技術的研究和推廣，秸稈等生物資源已成為新興的替代燃料來源。。